# Базилика Святого Мартина (Вайнгартен)
Базилика свв. Мартина и Освальда (нем. Basilika St. Martin und Oswald) — бывшая главная церковь аббатства Вайнгартен. Барочный католический собор, посвящённый святым Мартину Турскому, покровителю Швабии, и святому Освальду, расположен в немецком городе Вайнгартен на юге федеральной земли Баден-Вюртемберг.

## История
Существующая ныне барочная церковь была заложена 22 августа 1715 года в правление аббата Себастиана Хиллера (Sebastian Hyller) и построена взамен старой романской церкви XII века. Её освящение было совершено констанцским епископом Иоганном Францем Шенком фон Штауффенбергом (1658—1740) 10 сентября 1724 года.
Базилика св. Мартина, высота купола которой составляет 67 метров и имеющая в длину 102 метра, является самой большой барочной церковью в Германии, в силу чего иногда называется «швабским собором св. Петра», которому она в действительности и подражает.
Наряду с архитектурой базилика известна также своими штукатурными работами, выполненными Йозефом Антоном Фойхтмайером в 1720—1724 годах, роскошной потолочной живописью кисти Космаса Дамиана Азама и органом Йозефа Габлера (1700—1771), известнейшего строителя органов эпохи барокко в южной Германии.
Строительство церкви было началом программы всеохватывающей перестройки аббатства, разработанной, вероятно, Францем Беером (1660—1726), согласно которому церковь должна была стать центром симметричного комплекса строений, охватывающих как жилые, так репрезентативные и хозяйственные помещения аббатства. Начатое в 1727 году возведение северного и южного корпусов было, однако, уже в апреле 1728 года остановлено по требованию правительства Передней Австрии под тем предлогом, что предполагаемая для застройки территория выходит за пределы собственно монастырских владений и задевает один из торговых путей. В итоге план остался не до конца реализованным, причиной чему послужило также значительное увеличение финансовой задолженности аббатства (о чём, например, в письме своей дочери в январе 1786 года упоминал Леопольд Моцарт).
В 1803 году в связи с упразднением аббатства в ходе медиатизации бывшая монастырская церковь была превращена в обычную приходскую церковь для близлежащего Альтдорфа (прежнее название Вайнгартена).
В 1922 году монастырь был заново заселён, и церковь св. Мартина вновь стала использоваться как монастырская (вплоть до 2010 года, когда монастырь был закрыт), продолжая вместе с тем также исполнять функции приходской.
В 1956 году папа Пий XII возвысил церковь до малой базилики (Basilica minor).